# Yelena Dolgopólova
Yelena Dolgopólova (República Socialista Federativa Soviética de Rusia, 23 de enero de 1980) es una gimnasta artística rusa, subcampeona olímpica en 1996 y subcampeona mundial en 1997 siempre en el concurso por equipos.

## Carrera deportiva
En los JJ. OO. de Atlanta (Estados Unidos) de 1996 gana la plata por equipos, tras Estados Unidos y por delante de Rumania, y siendo sus compañeras de equipo: Yevgeniya Kuznetsova, Rozalia Galiyeva, Elena Grosheva, Svetlana Khorkina, Dina Kochetkova y Oksana Liapina.
En el Mundial de Lausana 1997 gana la plata por equipos, quedando tras Rumania y por delante de China, y siendo sus compañeras de equipo: Svetlana Khorkina, Yelena Produnova, Svetlana Bakhtina, Yevgeniya Kuznetsova y Elena Grosheva.